# Microcompartiment bacterià
Els microcompartiments bacterians són orgànuls dels bacteris que estan fets d'una capa de proteïna que envolta i tanca diversos enzims. Aquests compartments fan típicament 100-200 nanòmetres de diàmetre i estan fets de proteïnes. No contenen lípids, ja que no els envolta una membrana cel·lular. Compartiments tancats per proteïnes també es troben en els eucariotes, com el misteriós complex vault.

## Famílies de proteïnes que formen la capa dels microcompartiments
- Domini BMC
- CsoS4
- CcmL
- EutN
- OrfAB
- Endocapsulines similars a la proteïna linocina.